# Palisota myriantha
Palisota myriantha är en himmelsblomsväxtart som beskrevs av Karl Moritz Schumann. Palisota myriantha ingår i släktet Palisota och familjen himmelsblomsväxter. Inga underarter finns listade.